# 2021-es magyar fedett pályás atlétikai bajnokság
A 2021-es magyar fedett pályás atlétikai bajnokság a 47. bajnokság volt. A többpróba számait február 13–14-én a BOK Sportcsarnokban tartották.

## Eredmények

### Férfiak
| Versenyszám      | Arany                                                             | Arany    | Ezüst                                                                   | Ezüst    | Bronz                                                             | Bronz    |
| ---------------- | ----------------------------------------------------------------- | -------- | ----------------------------------------------------------------------- | -------- | ----------------------------------------------------------------- | -------- |
| 60 m             | Boros Bence Szolnoki MÁV                                          | 6,62     | Illovszky Dominik Bp. Honvéd                                            | 6,72     | Máté Tamás Ferencvárosi TC                                        | 6,75     |
| 200 m            | Wahl Zoltán Budafoki MTE                                          | 21,80    | Tasi Tibor Diósgyőri VTK                                                | 21,88    | Sipos János Szolnoki MÁV                                          | 22,03    |
| 400 m            | Huller Dániel VSD                                                 | 48,01    | Vindics Balázs Újpesti TE                                               | 48,36    | Fekete Gábor Budafoki MTE                                         | 48,94    |
| 800 m            | Vindics Balázs Újpesti TE                                         | 1:46,86  | Szögi István Sportolj Velünk SE                                         | 1:47,75  | Huller Dániel VSD                                                 | 1:48,15  |
| 1500 m           | Szögi István Sportolj Velünk SE                                   | 3:41,60  | Pápai Márton Gödöllői EAC                                               | 3:45,56  | Kiss Gergő Sportolj Velünk SE                                     | 3:45,93  |
| 3000 m           | Szemerei Levente Szekszárdi Sportközpont                          | 8:11,53  | Vörös Márk Újpesti TE                                                   | 8:12,67  | Bácskai Bence Ikarus BSE                                          | 8:35,11  |
| 4 × 400 m        | Tarlukács Ádám Varga Dániel Máté Tamás Kazi Tamás Ferencvárosi TC | 3:16,02  | Dabosi Marcell Kiss Gergő Kubasi János Molnár Attila Sportolj Velünk SE | 3:19,16  | Bencsik Ádám Kovács Marcell K. Nagy Tamás Molnár Csaba Ikarus BSE | 3:20,16  |
| 60 m gát         | Baji Balázs Bp. Honvéd                                            | 7,72     | Tano Leonardo Ikarus BSE                                                | 8,00     | Balogh Péter AC Bonyhád                                           | 8,29     |
| 5000 m gyaloglás | Srp Miklós Bp. Honvéd                                             | 20:18,26 | Venyercsán Bence Bp. Honvéd                                             | 20:26,47 | Bánk Leon Miskolci Sportiskola                                    | 25:50,25 |
| magasugrás       | Jankovics Dániel MTK                                              | 2,24 m   | Bakosi Péter Nyíregyházi SC                                             | 2,19 m   | Török Gergely Debreceni SC-SI                                     | 2,08 m   |
| rúdugrás         | Nagy Marcell MTK                                                  | 5,20 m   | Mihály Ádám Gödöllői EAC                                                | 5,05 m   | Scheidler Dávid AC Bonyhád                                        | 4,90 m   |
| távolugrás       | Pap Kristóf Ferencvárosi TC                                       | 7,75 m   | Salamon András Tatabányai SC                                            | 7,33 m   | Virovecz István Ferencvárosi TC                                   | 3 7,27 m |
| hármasugrás      | Galambos Tibor Ferencvárosi TC                                    | 15,13 m  | Pap Kristóf Ferencvárosi TC                                             | 14,98 m  | Szenderffy Dániel VSD                                             | 14,93 m  |
| súlylökés        | Kovács László Ikarus BSE                                          | 17,68 m  | Tóth Balázs Nyíregyházi SC                                              | 17,22 m  | Detrik Balázs Ikarus BSE                                          | 16,79 m  |
| hétpróba         | Tóth Zsombor Gödöllői EAC                                         | 4873     | Gábris Dávid KSI                                                        | 4689     | Raffai Péter TFSE                                                 | 4675     |

### Nők
| Versenyszám      | Arany                                                          | Arany    | Ezüst                                                          | Ezüst    | Bronz                                                      | Bronz    |
| ---------------- | -------------------------------------------------------------- | -------- | -------------------------------------------------------------- | -------- | ---------------------------------------------------------- | -------- |
| 60 m             | Csóti Jusztina Ferencvárosi TC                                 | 7,51     | Kéri Bettina Sportolj Velünk SE                                | 7,54     | Sorok Klaudia Bp. Honvéd                                   | 7,56     |
| 200 m            | Csóti Jusztina Ferencvárosi TC                                 | 24,17    | Nádházy Evelin Gödöllői EAC                                    | 24,27    | Molnár Janka Budafoki MTE                                  | 24,41    |
| 400 m            | Mátó Sára Alba Regia AK                                        | 53,84    | Bartha-Kéri Bianka Sportolj Velünk SE                          | 53,86    | Molnár Janka Budafoki MTE                                  | 53,96    |
| 800 m            | Bartha-Kéri Bianka Sportolj Velünk SE                          | 2:03,21  | Ferencz Anna TFSE                                              | 2:06,11  | Heffner Hédi BEAC                                          | 2:07,99  |
| 1500 m           | Wagner-Gyürkés Viktória Ikarus BSE                             | 4:14,88  | Varga Gréta Sportolj Velünk SE                                 | 4:17,34  | Tóth Lili Anna Bp. Honvéd                                  | 4:19,65  |
| 3000 m           | Wagner-Gyürkés Viktória Ikarus BSE                             | 9:07,90  | Tóth Lili Anna Bp. Honvéd                                      | 9:26,74  | Molnár Léda Ikarus BSE                                     | 9:33,69  |
| 4 × 400 m        | Dobi Larina Horváth Dóra Szécsényi Anna Rapai Fanni Ikarus BSE | 3:47,68  | Enesei Rita Gombolai Nóra Mátó Sára Mohai Regina Alba Regia AK | 3:49,64  | Kuti Nikolett Erdei Tamara Diószegi Kata Répássy Hanna MTK | 3:53,75  |
| 60 m gát         | Kerekes Gréta Debreceni SC-SI                                  | 8,18     | Répási Petra Ferencvárosi TC                                   | 8,46     | Tóth Anna Miskolci Sportiskola                             | 8,47     |
| 3000 m gyaloglás | Kovács Barbara Békéscsabai AC                                  | 13:01,39 | Récsei Rita Bp. Honvéd                                         | 13:09,69 | Spiller Tiziana Bp. Honvéd                                 | 13:52,85 |
| magasugrás       | Fekete Fédra Bp. Honvéd                                        | 1,84 m   | Nemes Rita Diósgyőri VTK                                       | 1,79 m   | Barna Patrícia Bp. Honvéd                                  | 1,79 m   |
| rúdugrás         | Klekner Hanga Debreceni SC-SI                                  | 4,20 m   | Szabó Diana MTK                                                | 4,00 m   | Hornácsik Gréta MTK                                        | 3,90 m   |
| távolugrás       | Lesti Diana Tatabányai SC                                      | 6,45 m   | Farkas Petra Bp. Honvéd                                        | 6,38 m   | Nguyen Anasztázia MTK                                      | 6,34 m   |
| hármasugrás      | Áts Viktória Tatabányai SC                                     | 12,77 m  | Szűcs Szabina Kecskeméti ARC                                   | 12,70 m  | Nyisztor Petra Nyíregyházi SC                              | 12,24 m  |
| súlylökés        | Veiland Violetta Szegedi VSE                                   |          | Krizsán Xénia MTK                                              | 14,38 m  | Beregszászi Renáta Kecskeméti ARC                          | 14,30 m  |
| ötpróba          | Krizsán Xénia MTK                                              | 4593     | Nemes Rita Diósgyőri VTK                                       | 4532     | Szűcs Szabina Kecskeméti ARC                               | 4101     |